# Eudonia thyridias
Eudonia thyridias là một loài bướm đêm trong họ Crambidae.